# Purdiaea ekmanii
Purdiaea ekmanii är en tvåhjärtbladig växtart som beskrevs av Marie-vict. Purdiaea ekmanii ingår i släktet Purdiaea och familjen Clethraceae. Inga underarter finns listade i Catalogue of Life.